# Nueva Pompeya
Nueva Pompeya è un barrio di Buenos Aires, capitale dell'Argentina. È un quartiere di carattere proletario e, nonostante l'importanza culturale, presenta ancora diverse aree fortemente degradate.

## Geografia
Si trova nella parte meridionale della città, lungo la sponda sinistra del Riachuelo che qui segna il confine con la provincia di Buenos Aires, e conta 63 276 abitanti. È famoso soprattutto per essere stato una delle zone in cui il ballo del tango ha conosciuto, all'inizio, i suoi maggiori sviluppi.
Nueva Pompeya confina a nord i quartieri di Parque Chacabuco e Boedo, ad est con Parque Patricios e Barracas, ad sud con il partido di Lanús e ad ovest con Villa Soldati e Flores.

## Toponimia
Il quartiere prende il nome dalla chiesa locale, dedicata Madonna di Pompei (in spagnolo: Pompeya), che fu costruita tra il 1896 ed il 1900.

## Storia
Prima della costruzione della chiesa, l'area era conosciuta con il toponimo di barrio de las Ranas o del Bañado. La zona, soggetta alle frequenti inondazioni del Riachuelo, iniziò a svilupparsi sul finire del XIX secolo grazie alla costruzione di strade e ferrovie. Accanto ai primi impianti industriali e manifatturieri iniziarono così a sorgere le precarie abitazioni degli operai, prevalentemente immigrati italiani e spagnoli. Nueva Pompeya divenne così fin dalle prime decadi del '900 un quartiere dallo spiccato tratto proletario. Il 7 gennaio 1919, nel corso della settimana tragica, all'angolo tra le strade Pepirí e Amancio Alcorta un centinaio di poliziotti, appoggiati da un gruppo di crumiri, presero a fucilate la sede di un sindacato e le case vicine. Cinque persone rimasero uccise e oltre trenta furono ferite.

## Cultura
Nueva Pompeya è considerata la culla del tango per il fatto che proprio nei locali di questa zona lo si iniziò a ballare in coppia. Ad accrescere ulteriormente la fama tanguera di questo barrio furono alcuni suoi celebri residenti, come Homero Manzi, che con il suo celebre brano Sur descrisse i paesaggi e gli aspetti di questa parte della capitale argentina.

## Sport
La principale società calcistica del quartiere è il Club Deportivo Riestra, che disputa le sue partite interne presso lo stadio Guillermo Laza, situato nel limitrofo barrio di Villa Soldati.